# 手引き紐

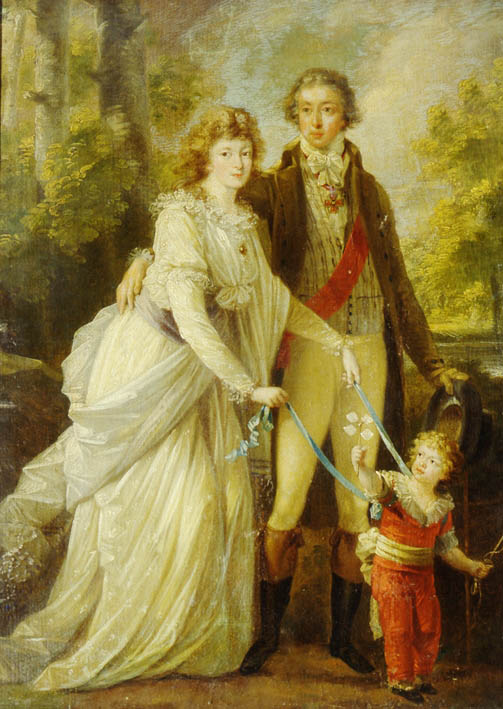
1790年代の肖像画に描かれた母子と手引き紐

手引き紐 (Leading strings)は、歩くことを覚え始めたばかりの子供を支えるための紐である。17世紀および18世紀のヨーロッパでは、子供の衣服に細い布の紐を取り付けることがあったが、これは子供が道を大きくそれたり、歩く練習をしていて倒れたりすることを防ぐためのものであった。
現代では歩行器やベビーサークルを使ったり、もっと年長の子であればハーネスを使うことが一般的である。